# Kalaphorura burmeisteri
Kalaphorura burmeisteri  (лат.) — вид ногохвосток из семейства Onychiuridae. Европа (в т.ч. восточные Карпаты). Длина тела 2,5  мм. Беловатые, прыгательная вилка рудиментарная в виде двух бугорков. Тело цилиндрической формы. Гигрофильный вид, встречаются в лесной подстилке и под корой, на гниющей древесине, часто в пещерах.
Вид был впервые описан в 1873 году  британским банкиром, депутатом и зоологом Джоном Лаббоком по материалам из Европы.